# Geomyoidea
Geomyoidea — надродина гризунів, яка включає сучасних Geomyidae та Heteromyidae та їхніх викопних родичів.

## Характеристика
Попри несхожість за зовнішнім виглядом, Geomyidae та Heteromyidae протягом тривалого часу об’єднувалися в загальну надродину. Надродина Geomyoidea є одним із небагатьох надродинних зв’язків у гризунів, які не викликають особливих суперечок. Загальна морфологія, літопис скам’янілостей, молекулярний аналіз і біогеографія підтверджують цей зв’язок.
Геоміоїди найбільш помітно характеризуються положенням підочноямкового каналу. На відміну від усіх інших гризунів, які мають отвір підочноямкового каналу, звернений наперед, геоміоїди мають підочноямковий канал, звернений убік. Замість того, щоб проходити через виличну кістку, підочноямковий канал геоміоїдів перемістився вбік від морди. Це настільки виражено, а морда настільки вузька у гетеромід, що підочноямкові канали з обох сторін з’єднуються. По суті, якщо дивитися на череп гетероміди збоку, глядач може бачити прямо крізь нього.
Сучасні геоміоїди здебільшого обмежені Північною Америкою, але деякі представники розширили свій ареал у Південну Америку після Великого американського обміну. Викопні таксони відомі з усієї Лавразії.

## Кладограма
|  | †Florentiamyidae                                           |
|  |                                                            |
|  | \| \| Geomyidae \| \| \| \| \| \| Heteromyidae \| \| \| \| |
|  |                                                            |
|  | Geomyidae                                                  |
|  |                                                            |
|  | Heteromyidae                                               |
|  |                                                            |

|  | Geomyidae    |
|  |              |
|  | Heteromyidae |
|  |              |

|  | †Florentiamyidae                                           |
|  |                                                            |
|  | \| \| Geomyidae \| \| \| \| \| \| Heteromyidae \| \| \| \| |
|  |                                                            |
|  | Geomyidae                                                  |
|  |                                                            |
|  | Heteromyidae                                               |
|  |                                                            |

|  | Geomyidae    |
|  |              |
|  | Heteromyidae |
|  |              |

|  | †Florentiamyidae                                           |
|  |                                                            |
|  | \| \| Geomyidae \| \| \| \| \| \| Heteromyidae \| \| \| \| |
|  |                                                            |
|  | Geomyidae                                                  |
|  |                                                            |
|  | Heteromyidae                                               |
|  |                                                            |

|  | Geomyidae    |
|  |              |
|  | Heteromyidae |
|  |              |

|  | †Florentiamyidae                                           |
|  |                                                            |
|  | \| \| Geomyidae \| \| \| \| \| \| Heteromyidae \| \| \| \| |
|  |                                                            |
|  | Geomyidae                                                  |
|  |                                                            |
|  | Heteromyidae                                               |
|  |                                                            |

|  | Geomyidae    |
|  |              |
|  | Heteromyidae |
|  |              |